# Randy Dwumfour
Randy Dwumfour (Accra, 23 novembre 2000) è un calciatore ghanese, difensore o centrocampista dello Skënderbeu.

## Carriera
Il 20 gennaio 2020 viene acquistato a titolo definitivo dalla squadra albanese dello Skënderbeu.

## Statistiche

### Presenze e reti nei club
Statistiche aggiornate al 27 marzo 2025.
| Stagione          | Squadra           | Campionato        | Campionato | Campionato | Coppe nazionali | Coppe nazionali | Coppe nazionali | Coppe continentali | Coppe continentali | Coppe continentali | Altre coppe | Altre coppe | Altre coppe | Totale | Totale |
| Stagione          | Squadra           | Comp              | Pres       | Reti       | Comp            | Pres            | Reti            | Comp               | Pres               | Reti               | Comp        | Pres        | Reti        | Pres   | Reti   |
| ----------------- | ----------------- | ----------------- | ---------- | ---------- | --------------- | --------------- | --------------- | ------------------ | ------------------ | ------------------ | ----------- | ----------- | ----------- | ------ | ------ |
| gen.-giu. 2020    | Skënderbeu        | KS                | 7          | 0          | CA              | 2               | 0               | -                  | -                  | -                  | -           | -           | -           | 9      | 0      |
| 2020-2021         | Skënderbeu        | KS                | 28         | 0          | CA              | 3               | 0               | -                  | -                  | -                  | -           | -           | -           | 31     | 0      |
| 2021-2022         | Skënderbeu        | KS                | 25         | 1          | CA              | 5               | 0               | -                  | -                  | -                  | -           | -           | -           | 30     | 1      |
| 2022-gen. 2023    | Episkopī          | GE                | 0          | 0          | CG              | 0               | 0               | -                  | -                  | -                  | -           | -           | -           | 0      | 0      |
| gen.-giu. 2023    | Skënderbeu        | KP                | 13         | 1          | CA              | 1               | 0               | -                  | -                  | -                  | -           | -           | -           | 14     | 1      |
| 2023-2024         | Skënderbeu        | KS                | 33+2       | 0          | CA              | 1               | 0               | -                  | -                  | -                  | -           | -           | -           | 36     | 0      |
| 2024-2025         | Skënderbeu        | KS                | 20         | 0          | CA              | 1               | 0               | -                  | -                  | -                  | -           | -           | -           | 21     | 0      |
| Totale Skënderbeu | Totale Skënderbeu | Totale Skënderbeu | 126+2      | 2+0        |                 | 13              | 0               |                    | -                  | -                  |             | -           | -           | 141    | 2      |
| Totale carriera   | Totale carriera   | Totale carriera   | 126+2      | 2+0        |                 | 13              | 0               |                    | -                  | -                  |             | -           | -           | 141    | 2      |

## Palmarès

### Club

#### Competizioni nazionali
- Kategoria e Parë: 1

Skënderbeu: 2022-2023